# Ukryta forteca
Ukryta forteca (jap. 隠し砦の三悪人 Kakushi-toride no san-akunin) – japoński film przygodowy z 1958 roku w reżyserii Akiry Kurosawy. Zdjęcia kręcono w dolinie Hōrai (prefektura Hyōgo) oraz na zboczach góry Fudżi (prefektura Shizuoka).

## Fabuła
Akcja filmu rozgrywa się w bliżej nieokreślonym czasie ery Sengoku. Księżniczka Yuki (Yuki-hime) jednej z prowincji, na które podzielona jest Japonia, musi uciekać wraz ze swoim wiernym generałem Makabe przez terytorium czyhającego na jej życie nieprzyjaciela. Los zsyła im do pomocy dwóch niezaradnych i chciwych wieśniaków – Taheiego i Matashichiego. Kanwą filmu jest przemyt złota z zajętego przez wroga terytorium na tereny neutralnej, sąsiedniej prowincji.

Całość tworzy frapujące widowisko; do popisowych cech warsztatowych dodać jeszcze trzeba montaż, swobodę zmian tempa i umiejętność momentalnego wzmocnienia napięcia; z wyborną wyrazistością opisane są główne postacie – na zmianę przebiegłego bądź walecznie rycerskiego generała, bardzo dowcipnie potraktowanych szwejkowsko-szekspirowskich cwaniaczków i zgoła nietypowej dla reżysera przedstawicielki płci pięknej, księżniczki, która, dziewczęcy urok łączy z mądrością, dobrocią i męskim zdecydowaniem.

## Główne role
- Minoru Chiaki – Tahei
- Kamatari Fujiwara – Matashichi
- Toshirō Mifune – gen. Makabe
- Misa Uehara – księżniczka Yuki (Yuki-hime)
- Susumu Fujita – gen. Tadokoro
- Eiko Miyoshi – stara dwórka
- Takashi Shimura – gen. Nagakura
- Toshiko Higuchi – dziewczyna z Akizuki

## Pozostałe informacje
- Był to pierwszy film panoramiczny Akiry Kurosawy.
- George Lucas uznał ten film za jedno z najważniejszych źródeł inspiracji przy tworzeniu Gwiezdnych wojen[3].